# Medicament

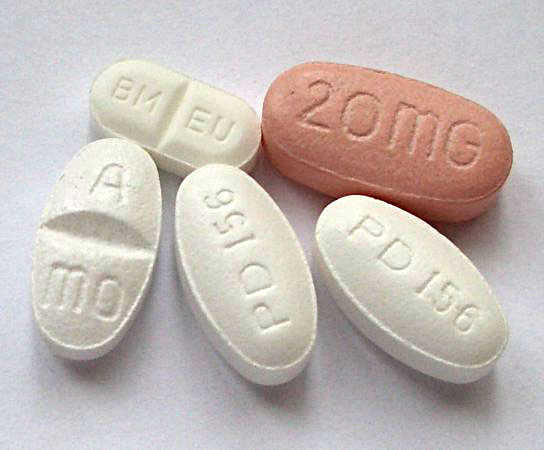
Medicament per via oral

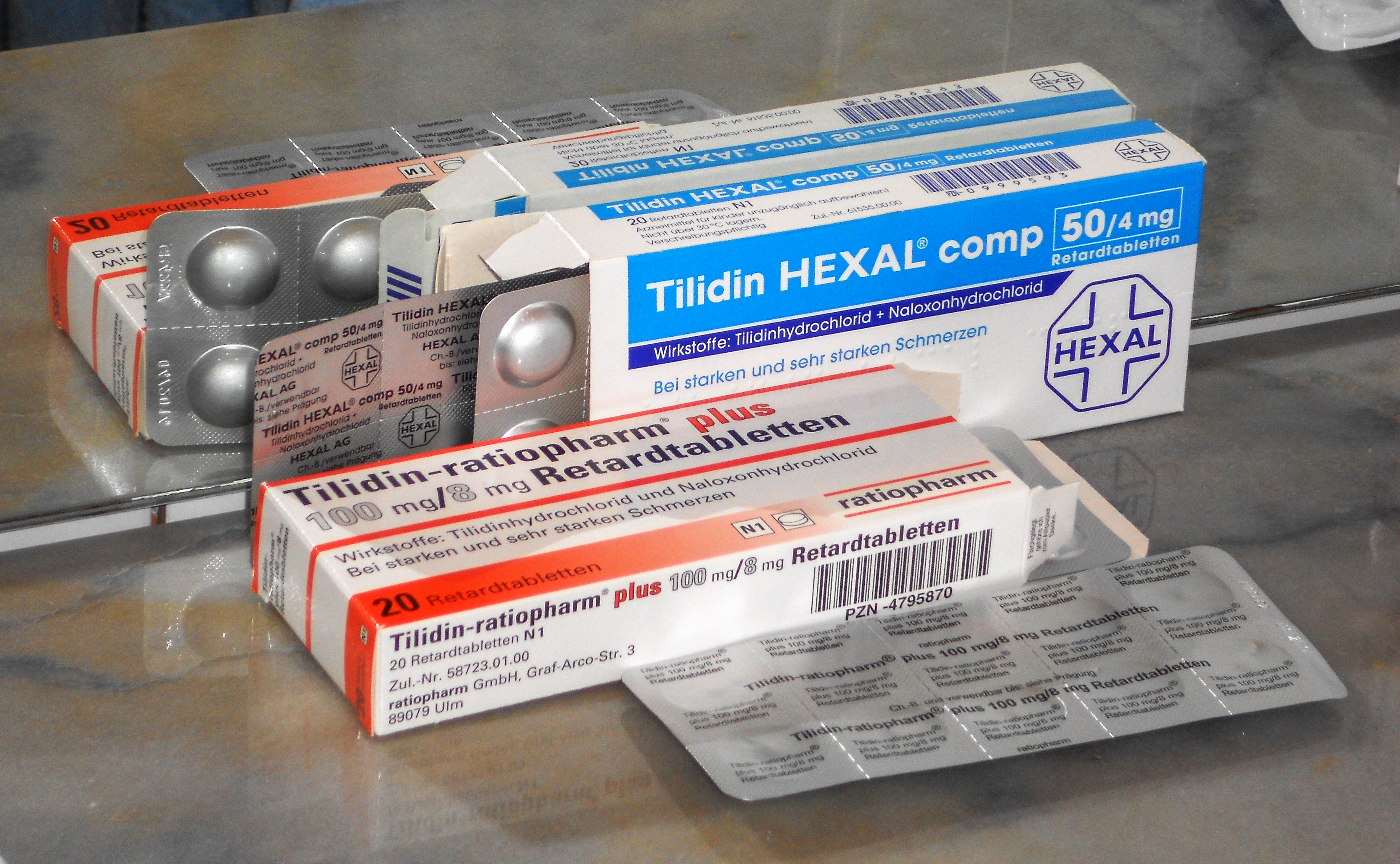
Presentació habitual dels medicaments

Un medicament o medecina pot ser vagament definit com a qualsevol substància destinada a ser utilitzada en el diagnòstic, cura, mitigació, tractament o prevenció de malalties. És una substància, simple o composta, emprada amb una finalitat terapèutica contra les manifestacions patològiques, tant si es produeix el guariment - suprimint la causa de la malaltia - com si només n'atenua els símptomes. Aquesta substància està integrada en una forma farmacèutica i la seva utilització està destinada a les persones o als animals. El medicament està dotat de propietats per prevenir, diagnosticar, tractar, alleugerir o guarir malalties o per afectar funcions corporals o a l'estat mental; tot això ocorre si s'usa la via d'administració adequada, i amb la dosificació de fàrmac prevista. Els medicaments que només contenen un principi actiu se solen anomenar fàrmac. L'efecte terapèutic del medicament s'acompanya, a vegades, d'efectes no desitjables o secundaris. La seva definició sol estar descrita per la legislació dels estats.

## Història
Les societats procuren prevenir les malalties i combatre-les segons els seus recursos. En l'antiguitat, la farmàcia i els medicaments depenien de l'entorn, bàsicament orientat a la presència de plantes medicinals. Si l'entorn era ric en aquestes la societat disposava, s'enriquia, amb medicaments. Existia una dependència absoluta respecte a l'entorn natural i els medicaments que aquest subministrava provinents de plantes, animals i minerals amb un clar predomini de les primeres. Juntament amb la disponibilitat del medi, l'altre factor determinant de la riquesa farmacològica s'esdevé de la capacitat tecnològica. Cal disposar de la tecnologia necessària per obtenir els fàrmacs existents en l'entorn. Sigui per la pobresa de l'entorn o per la manca d'habilitats, la presència de medicaments en l'antiguitat és, en gran part, pobra i escassa. Principalment limitada a la recol·lecció de plantes a les que s'atribuïen propietats guaridores (a voltes errònies o imaginàries), moldre-les en morters, incorporar-hi productes animals com carn i greix, i administrar-los per via oral o dèrmica.
La manca de medicaments i coneixements mèdics era compensada amb recursos terapèutics de tipus psicològic. Davant la manca de medicaments i tractaments es recorria a la suggestió, l'oració, la màgia, l'encanteri, el trànsit i l'èxtasi. Moltes societats, davant la manca de medicaments, han dotat de propietats el producte mitjançant la creença, en què l'eficàcia, quan es dona, no és deguda a un principi actiu del producte, sinó que s'esdevé a causa de la mobilització dels recursos psicològics que, com la fe, contribueixen a alleujar els pacients.
Cal notar que la farmàcia, els medicaments, són condicionats, és a dir, que els criteris científics, fisiopatològics, la tecnologia, els recursos econòmics i comercials, la religió i la moral condicionen el conjunt de medicaments disponibles, tot permetent l'existència d'uns mentre en fa inviables d'altres. Cap societat (antiga o moderna) ha obert les portes a tots els medicaments possibles i sempre s'ha considerat èticament improcedent l'ús de determinats medicaments (per exemple en l'ús d'anticonceptius, abortius, estupefaents o l'ús d'embrions humans amb finalitats terapèutiques, tot indicant alguns exemples actuals).

### Fisiopatologia i medicaments
La història de les ciències de la salut mostra la connexió íntima entre la fisiopatologia i els medicaments. Cada època i societat presenta una concepció de la salut i la malaltia que condueix cap a un tractament d'aquesta determinat i no cap a un altre.
Els pobles arcaics creuen que moltes malalties són conseqüència del pecat. Lògicament, es procura curar confessant les faltes i fent penitència, procurant reparar l'ofensa comesa. Si creuen que un esperit maligne els ha robat l'ànima, el curandero escenificarà un ritual per tal de recuperar l'ànima; si l'explicació de la malaltia és que un esperit s'ha introduït a l'organisme aquest s'haurà d'expulsar. Dins d'aquest esquema els fàrmacs són coadjuvants, un mitjà per facilitar el ritu terapèutic, ja que són sovint expulsatius (dels esperits malignes) o narcotitzants (per tal d'accedir al món espiritual, diagnosticar i predir el curs de la malaltia o per produir un estat d'èxtasi al malalt). Els medicaments, simbòlicament, no curen per si sols, sinó que són adjacents al ritual i la màgia.
Els hipocràtics i, abans que ells, els xinesos i els indis explicaren l'organisme com un conjunt d'equilibris i desequilibris, format pels mateixos principis que constituïen la natura. L'harmonia dels elements, la seva justa proporció i mescla, conduïa a la salut. La malaltia era un desequilibri i la terapèutica buscava restablir l'equilibri perdut mitjançant l'administració de fàrmacs que fossin capaços de restablir l'harmonia perduda. És la farmàcia de l'harmonia i dels equilibris de l'organisme: classificà les plantes segons les seves propietats per tal de poder preparar els medicaments que actuessin sobre els humors i produïssin l'eucràsia (la bona mescla), la isonomia (igualtat davant la llei) fisiològica.
Els Alquimistes i paracelistes explicaren l'organisme no com un equilibri humoral sinó com un equilibri químic. Es reemplacen els humors pel sofre, el mercuri i la sal. Immediatament els fàrmacs s'allunyen dels productes vegetals i s'orienten cap a la química: si l'organisme és un equilibri químic i la malaltia un desequilibri d'aquest, la conclusió natural és que els medicaments també fossin químics.
En el segle xix es dona una nova interpretació fisiopatològica: la teoria microbiana. Les malalties són el fruit de les infeccions, els microbis patògens es transmeten dels malalts als sans i reprodueixen la malaltia. Davant aquesta explicació, les plantes dels humoralistes i els remeis químics dels paracelistes serveixen de poc, i sorgeixen les vacunes, els antisèptics i els antibiòtics.
La teoria cel·lular descriu l'organisme com un conjunt de cèl·lules associades, sorgeix immediatament la patologia cel·lular, la malaltia explicada com un trastorn de les cèl·lules. La farmàcia incorpora fàrmacs capaços de superar la membrana cel·lular i arribar al citoplasma. Quan es passa de la cèl·lula a la molècula i s'explica la malaltia en forma bioquímica, com un trastorn molecular, la farmàcia es decanta cap a aquesta. Ja no es pretén actuar sobre tot l'organisme ni sobre l'univers en miniatura d'una cèl·lula, sinó que es persegueix la modificació cel·lular. El coneixement del codi genètic condueix a la terapèutica genètica i condueix a la farmàcia cap a la introducció de principis actius que produeixin la modificació del codi genètic, que és el responsable d'una malaltia i no d'una altra.

### Farmàcia moderna

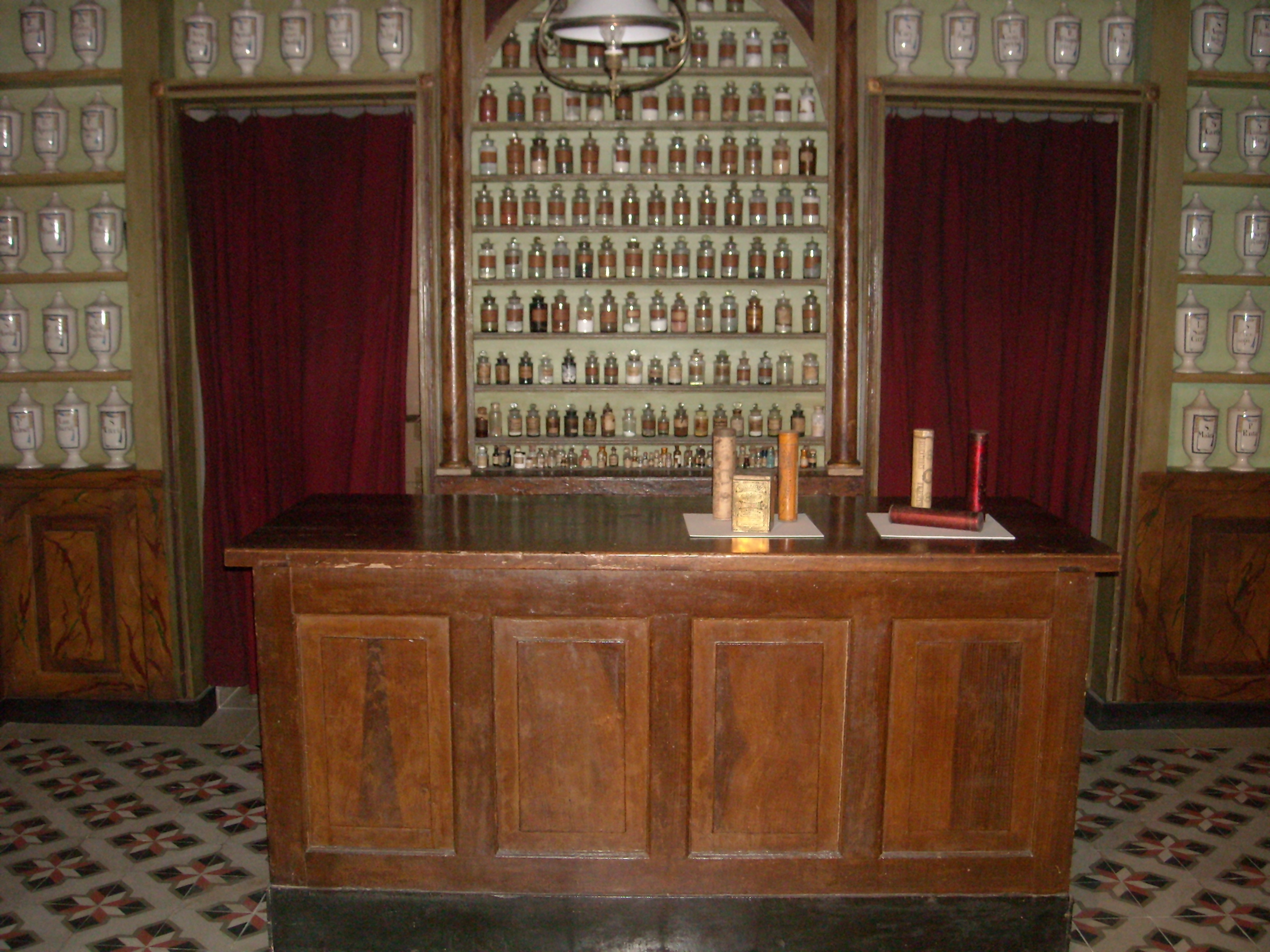
Antiga farmàcia Balvey a Cardedeu

Durant la major part del segle xix, les drogues no eren molt eficaces. El 1842, Oliver Wendell Holmes va realitzar el famós comentari que «si tots els medicaments del món fossin llançats al mar, seria molt millor per a la humanitat i pitjor per als peixos». Dels medicaments utilitzats habitualment a la dècada dels anys 1920 s'inclouen l'aspirina, la codeïna i la morfina per al dolor; la digital (Digitalis), la nitroglicerina, i la quinina per als trastorns del cor; i la insulina per a la diabetis. Altres medicaments usats eren determinades antitoxines, algunes vacunes biològiques, i algunes drogues sintètiques.
Al decenni de 1930 van sorgir els antibiòtics: en primer lloc les sulfamides i, més endavant, la penicil·lina i altres. Cada vegada més, els medicaments es van convertir en «el centre de la pràctica mèdica». En la dècada del 1950 van sorgir altres medicaments que inclouen els corticoesteroides per tractar els processos inflamatoris, tranquil·litzants i antihipertensius, antihistamínics per a les al·lèrgies nasals, les xantines per a l'asma, i els antipsicòtics típics per a la psicosi. A partir de 2008, s'han desenvolupat i aprovat milers de medicaments. Cada vegada més, la biotecnologia s'utilitza per descobrir noves substàncies biofarmacèutiques.
Els governs han estat fortament implicats en el desenvolupament i la venda de medicaments. Als EUA, el desastre de l'elixir de la sulfanilamida va conduir a la creació de la Food and Drug Administration (FDA) (Administració de drogues i aliments), i el 1938 sortí la llei Federal Food, Drug, and Cosmetic que permet que la FDA controli de manera més estricta els nous medicaments. El 1951 l'esmena Humphrey-Durham requereix que certs medicaments s'hagin de vendre amb recepta. El 1962 una modificació posterior, exigeix que els nous medicaments passin per proves d'eficàcia i seguretat en assaigs clínics.
Fins a la dècada del 1970, els preus dels medicaments no foren una preocupació important pels metges i pacients. Quan els medicaments van començar a ser prescrits per malalties cròniques, els costos es van convertir en onerosos, i ja als anys 70 el govern dels EUA impulsà la substitució dels medicaments més cars de les indústries farmacèutiques pels anomenats genèrics. Això també va conduir a la llei estatunidenca del 2006, la Medicare Part D, que ofereix la cobertura social pel que fa als medicaments.
Actualment els Estats Units és el líder de la investigació mèdica i del desenvolupament farmacèutic. Als EUA els preus dels medicaments són dels més elevats del món, i la innovació en aquest camp és també elevada. El 2000 les empreses amb seu als EUA desenvoluparen 29 dels 75 medicaments més venuts, les empreses del segon país, el Japó, en desenvoluparen vuit, i el Regne Unit va contribuir amb 10. França, que imposa controls de preus, en desenvolupà tres. Al llarg de la dècada de 1990 els resultats van ser similars.

## Classificació

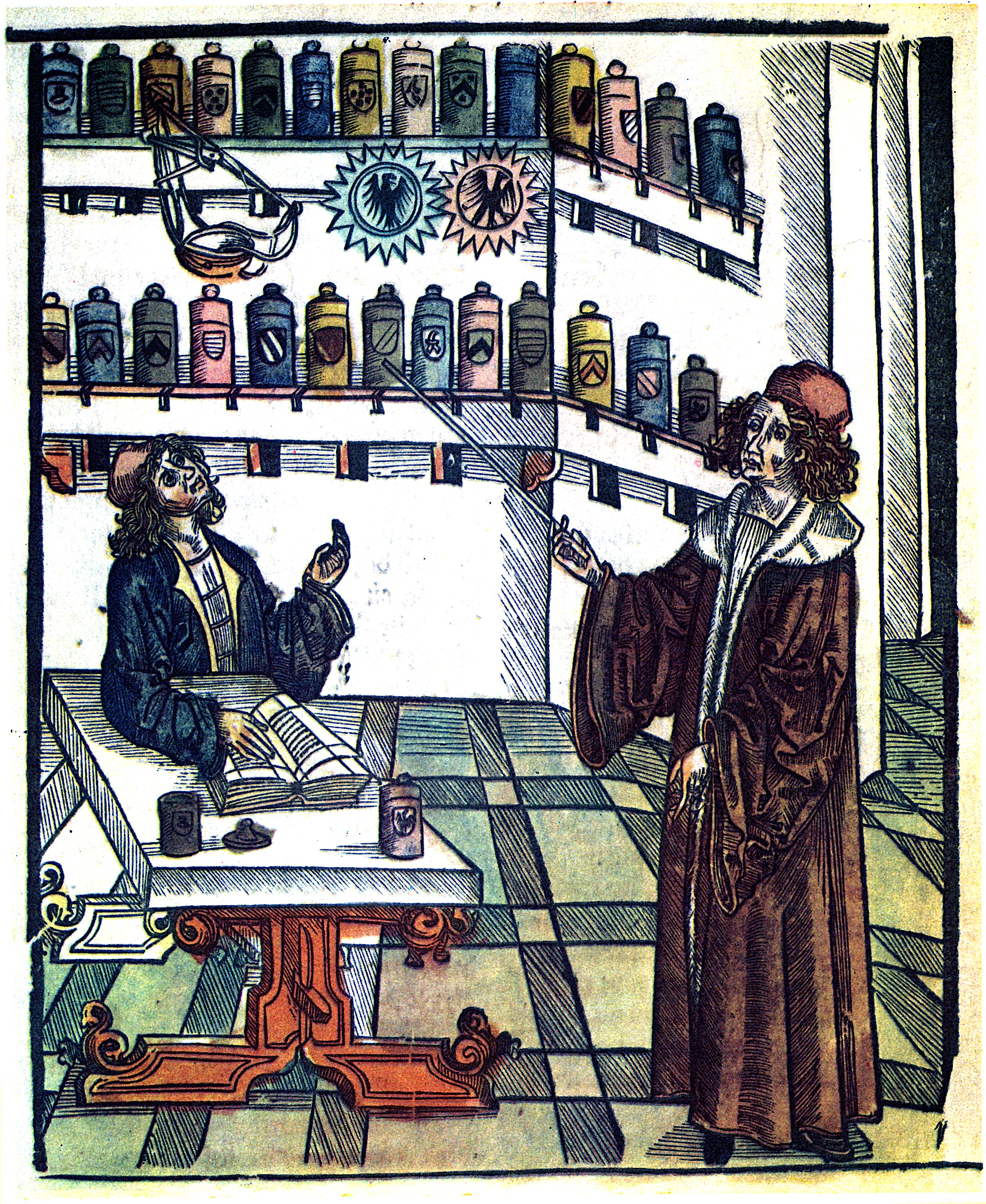
Metge i Farmacèutic en una apotecaria

Els medicaments es poden classificar de diverses maneres. Per exemple, segons les propietats químiques, el mode d'administració, el sistema biològic afectat, o els efectes terapèutics que comporten. Un sistema elaborat i àmpliament utilitzat és el sistema de classificació Anatomical Therapeutic Chemical Classification System (Sistema de classificació anatòmica terapèutica i química) (codi ATC). Per altra banda l'Organització Mundial de la Salut manté una llista de medicaments essencials la qual s'ha actualitzat cada dos anys des de 1977.
Un mostreig de les classes de medicaments inclou:
1. Antipirètics, per reduir la febre (febre o pyresis)
2. Analgèsics, per al dolor.
3. Medicaments antimalàrics, per al tractament de la malària.
4. Antibiòtics, que actuen inhibint el creixement dels gèrmens.
5. Antisèptics, per la prevenció del creixement de gèrmens a prop de cremades, talls i ferides.

Hom pot classificar els medicaments també de la següent manera:
- formes oficinals o galèniques, és a dir, productes naturals preparats i combinats per l'apotecari segons les fórmules d'un determinat codi;
- preparacions magistrals, prescrites pel metge, que en dona la composició, i elaborades pel farmacèutic a partir de drogues, productes químics i preparacions galèniques;
- medicaments especials, designats per un nom enregistrat, la composició, l'eficàcia terapèutica i la innocuïtat dels quals són garantits per un visat oficial.

En un sentit més exhaustiu, els medicaments legalment reconeguts per l'autoritat farmacèutica, per l'AEMPS en cas d'Espanya, es divideixen en: 
- Medicament d'ús humà i veterinari: És el medicament de composició i informació definides, de forma farmacèutica i dosificació determinades, preparat per al seu ús medicinal immediat, disposat i preparat per a la seva dispensació al públic, amb denominació, embalatge, envàs i etiquetatge uniformes segons ho disposen les autoritats sanitàries.
- Fórmula magistral: És el medicament destinat a un pacient individualitzat, preparat pel farmacèutic, o sota la seva direcció, per omplir expressament una prescripció facultativa detallada de les substàncies medicinals que inclou, segons les normes tècniques i científiques de l'art farmacèutic, dispensat en la seva farmàcia o servei farmacèutic i amb la deguda informació a l'usuari.
- Preparat oficinal. És aquell medicament elaborat i garantit per un farmacèutic o sota la seva direcció, dispensat en la seva oficina de farmàcia o servei farmacèutic, enumerat i descrit pel Formulari, destinat a l'entrega directa als malalts a qui abasteix la dita farmàcia o servei farmacèutic.
- Medicament prefabricat: És el medicament que no s'ajusta a la definició de medicament d'ús humà i que es comercialitza en una forma farmacèutica que pot utilitzar-se sense necessitat de tractament industrial i a qui l'autoritat farmacèutica atorgui autorització i inscrigui en el Registre corresponent.
- Medicament en investigació: Forma farmacèutica d'una substància activa o placebo, que s'investiga o s'utilitza com a referència en un assaig clínic, inclosos els productes amb autorització de comercialització quan s'utilitzen o combinen, en la formulació o en l'envàs, de forma diferent de l'autoritzada, o quan s'utilitzen per a tractar una indicació no autoritzada, o per a obtindre més informació sobre un ús autoritzat.
- Medicament especial: És el medicament que no s'inclou en els anteriors apartats com poden ser els radiofàrmacs, vacunes i altres biològics, els de teràpia avançada, els d'origen humà, els que provenen de plantes medicinals, els homeopàtics, els psicoactius amb potencial addictiu i els gasos medicinals.

A Espanya i gran part d'Europa, els medicaments es dispensen, distribueixen o venen exclusivament en les farmàcies. Hi ha dos tipus de medicaments segons la prescripció mèdica:
- Medicament de venda lliure: Són aquells medicaments que es distribueixen lliurement en les farmàcies, sense recepta o prescripció mèdica. Corresponen a medicaments publicitats en els mitjans de comunicació de masses, com per exemple la televisió. També s'anomenen medicaments no ètics o publicitaris
- Medicament amb recepta mèdica: Són aquells medicaments receptats per un metge per al tractament d'una malaltia o símptoma en concret. També s'anomenen medicaments ètics.

Els medicaments són produïts generalment per la indústria farmacèutica. Els nous medicaments poden ser patentats, quan l'empresa farmacèutica ha sigut la que ha investigat i llançat al mercat el nou fàrmac. Els drets de producció o llicència de cada nou medicament està limitat a un període que oscil·la entre 10 i 20 anys. Els medicaments que no estan patentats s'anomenen medicaments còpia; en canvi aquells que no estan patentats, però tenen un estudi de bioequivalència aprovat per les autoritats locals, s'anomenen medicaments genèrics.
El desenvolupament d’un nou medicament és un procés complex que passa per diverses etapes abans de la seva aprovació i comercialització. Aquestes són les fases principals:
1. Investigació i descobriment: S’identifiquen molècules amb potencial terapèutic mitjançant estudis en laboratoris, utilitzant tècniques com la biotecnologia i la química computacional.
2. Desenvolupament preclínic: Es realitzen proves en cèl·lules i models animals per avaluar la seguretat i l’eficàcia inicial del compost.
3. Assaigs clínics (Fases I, II i III): Es duen a terme proves en humans per determinar la dosi òptima, els possibles efectes adversos i l’eficàcia del medicament en comparació amb els tractaments existents.
4. Producció a escala: Un cop aprovat, el medicament ha de ser fabricat en instal·lacions especialitzades sota estrictes controls de qualitat. S’utilitzen tecnologies avançades com biorreactors i filtració de flux tangencial (TFF) per garantir-ne la puresa i l’estabilitat.
5. Aprovació i comercialització: Després de completar els assaigs i la producció, les agències reguladores com la FDA (EUA), EMA (Europa) o l’AEMPS (Espanya) avaluen les dades i autoritzen la venda del medicament.

### Segons la prescripció mèdica
A Espanya i alguns països llatinoamericans, els medicaments es dispensen, distribueixen o venen exclusivament a les farmàcies. Existeixen dos tipus de medicaments segons la prescripció mèdica:
- Medicament de venda lliure: són aquells medicaments que es distribueixen lliurement a les farmàcies, sense necessitat de recepta o prescripció mèdica.
- Medicament amb recepta mèdica: són aquells medicaments receptats per un metge per al tractament d'una malaltia o símptoma en concret.

### Segons el dret d'explotació
- Medicament amb patent: aquells medicaments d'investigació pròpia del laboratori que els comercialitza, subjectes a la protecció comercial, que brinden les agències internacionals de patents.

La patent no es limita a la molècula, sinó també a la formulació, mecanisme de producció, o associació amb altres molècules. Mitjançant la successió de patents, les cases farmacèutiques aconsegueixen prolongar el període d'exclusivitat de les seves presentacions comercials, encara que algunes presentacions anteriors de la mateixa molècula hagin quedat lliures.
- Medicament genèric: aquelles presentacions de molècules que ja no estan protegides per la patent del seu investigador.

Poden lliurement ser produïdes per altres laboratoris i solen comportar un menor preu. Les diferents Agències del medicament i organitzacions reguladors nacionals asseguren les similars bioequivalències i biodisponibilitats dels medicaments genèrics davant aquells que els són referència.

### Segons la via d'administració
Existeixen nombroses formes de classificar les formes galèniques, segons el factor que tinguem en compte: el seu estat físic, la via d'administració, l'origen dels seus components, etcètera, malgrat que la més utilitzada i la més útil des del punt de vista de la medicina és la classificació segons la via d'administració que usin. Atenent a la via d'administració els medicaments se solen classificar en: orals o bucal (per la boca), essent aquesta la via més comuna d'administració dels medicaments, rectals (supositoris i ènemes), tòpiques (si el medicament s'aplica al damunt de la pell) i injectables o parenteral (si són aplicats per dessota de la pell). Dins d'aquestes últimes (via parenteral) se sol dividir en: via intradèrmica (injectable dins la pell), via subcutània (injectable sota la pell), via intramuscular (injectable en el teixit muscular) i via intravenosa o endovenosa (injectable a través d'una vena).

## Forma farmacèutica
Forma galènica o forma farmacèutica és la disposició individualitzada a la qual s'adapten els fàrmacs (principis actius) i excipients (matèria farmacològicament inactiva) per constituir un medicament.
O dit d'una altra forma, la disposició externa que es dona a les substàncies medicamentoses per facilitar la seva administració.
El primer objectiu de les formes galèniques és normalitzar la dosi d'un medicament; per això també se les coneix com a unitats posològiques. Al principi es van elaborar per poder establir unitats que tinguessin una dosi fixa d'un fàrmac amb què es pogués tractar una determinada patologia".
La importància de la forma farmacèutica rau en la determinació de l'eficàcia del medicament, ja sigui alliberant el principi actiu de manera lenta, o al seu lloc de major eficiència en el teixit blanc, evitar danys al pacient per interacció química, solubilitzar substàncies insolubles, millorar gustos, millorar aspecte, etc.

## Innovacions galèniques
La indústria farmacèutica està contínuament desenvolupant noves formes de fer arribar el fàrmac a la seva destinació de la forma més ràpida i eficaç. Igual com el descobriment de nous fàrmacs, les noves galèniques estan subjectes a patent de propietat, passant al cap d'un temps a domini públic. Així, per exemple, Norman Leo Henderson i Louis Nasir Elowe van inventar el 1969 les càpsules d'alliberament prolongat amb la patent 3427378. D'aquesta manera, contínuament s'estan inventant sistemes que, basats en les fórmules galèniques clàssiques, aporten un plus d'efectivitat al producte comercial. Alguns exemples serien:
1. Sistema OROS o de Microbomba osmòtica. És un sistema que permet l'alliberament temporal controlat del fàrmac. Està constituït per un reservori que conté el fàrmac, format per un nucli sòlid amb capacitat osmòtica. Envoltant el reservori existeix una membrana semipermeable que permet el pas de l'aigua procedent de l'exterior del sistema. Quan el comprimit entra en contacte amb el suc gastrointestinal, la penetració de l'aigua produeix la dissolució del nucli osmòtic i la sortida del medicament per un orifici o zona d'alliberament. La mida del porus de la membrana semipermeable condicionarà l'entrada d'aigua major o menor i, per tant, la velocitat d'alliberament del principi actiu.[28]
2. Sistema Filmtab.
3. Sistema MUPS : El 1998 AstraZéneca va desenvolupar el sistema Mups (Multiple Unit Pellet System) o Sistema Multigranular. La formulació dels comprimits Mups permet un alliberament ràpid de 1.000 a 2.000 unitats de principi actiu amb protecció davant l'àcid a l'estómac. Són més petites que les unitats contingudes en una càpsula tradicional, es dispersen amb facilitat i es dissolen a l'intestí prim oferint una eficàcia més predictible.[29]
4. Liposomes: Els liposomes són vesícules extraordinàriament petites compostes principalment per fosfolípids organitzats en bicapes. Aquestes vesícules contenen una fase aquosa interna i estan suspeses en una fase aquosa externa. S'utilitzen bàsicament per transportar els principis actius d'una manera el més selectiva possible. Depenent de la seva naturalesa, el fàrmac es pot incorporar dins del liposoma (si és hidrofílico) o a la bicapa liposomal (cas dels lipofílics).[30] Els avantatges d'aquesta forma galènica serien:

- Augment de l'eficàcia i disminució de la toxicitat del principi actiu encapsulat.
- Prolongació de l'efecte.
- Millor absorció, penetració i difusió.
- Possibilitat de vies d'administració alternatives.
- Estabilització del principi actiu.

1. Sistema Flas: "És una forma sòlida oral que té com a propietat que no fa falta deglutir el contingut, sinó que s'absorbeix directament en contacte amb la cavitat bucal"[26]
2. Sistema Chronosphère.
3. Gel termoreversible: forma farmacèutica que permet que la preparació es mantingui en forma de solució líquida a temperatures inferiors a 25 °C; en canvi a temperatures pròximes a 35 °C (quan entra en contacte amb el cos humà) augmenta la seva viscositat i la solució líquida es transforma en gel. És ideal per a ús en mucoses, ja que la forma líquida afavoreix la penetració però en convertir-se en sòlid s'evita el degoteig i la deglució. Els laboratoris espanyols Salvat utilitzen aquest sistema per a alguns dels seus productes d'ús per via nasal.[31]

## Medicaments prescrits
Els 50 fàrmacs més prescrits el 2017 a Espanya (en atenció primària de salut), segons la DDD (dosi diària definida)
| Codi ATC | Fàrmac                             | DDD   |
| -------- | ---------------------------------- | ----- |
| D01AC08  | Ketoconazole                       | 84,08 |
| A02BC01  | Omeprazole                         | 74,62 |
| C10AA05  | Atorvastatina                      | 49,52 |
| B03BB01  | Fòlic, àcid                        | 48,78 |
| B01AC06  | Acetilsalicilic, àcid              | 36,20 |
| A11CC06  | Calcifediol                        | 32,17 |
| C09AA02  | Enalapril                          | 31,92 |
| D06AX09  | Mupirocina                         | 30,27 |
| C10AA01  | Simvastatina                       | 22,40 |
| H03AA01  | Levotiroxina                       | 18,69 |
| N02BE01  | Paracetamol                        | 18,06 |
| C08CA01  | Amlodipina                         | 16,68 |
| N05BA06  | Lorazepam                          | 16,46 |
| N05CD06  | Lormetazepam                       | 15,83 |
| C09AA05  | Ramipril                           | 14,55 |
| A10BA02  | Metformina                         | 13,76 |
| C03CA01  | Furosemida                         | 13,65 |
| B03BA01  | Cianocobalamina                    | 13,59 |
| N06AB10  | Escitalopram                       | 12,92 |
| C09CA03  | Valsartan                          | 12,32 |
| N05BA12  | Alprazolam                         | 12,27 |
| D10AF02  | Eritromicina                       | 10,74 |
| A12AX93  | Calci, carbonat + colecalciferol   | 10,18 |
| D06AX01  | Fusídic, àcid                      | 9,90  |
| A02BC02  | Pantoprazole                       | 9,89  |
| D01AC07  | Tioconazole                        | 9,50  |
| N06AB06  | Sertralina                         | 9,39  |
| M01AE01  | Ibuprofèn                          | 9,34  |
| C10AA07  | Rosuvastatina                      | 8,97  |
| C09CA06  | Candesartan                        | 8,56  |
| C09BA02  | Enalapril + diurètic               | 8,15  |
| N06AB05  | Paroxetina                         | 7,48  |
| A11CC05  | Colecalciferol                     | 7,43  |
| C07AB07  | Bisoprolol                         | 7,00  |
| S01XA20  | Llàgrimes artificials              | 6,99  |
| C09DA03  | Valsartan + diurètic               | 6,90  |
| G04CA02  | Tamsulosina                        | 6,88  |
| M01AE02  | Naproxèn                           | 6,84  |
| C09CA01  | Losartan                           | 6,66  |
| H02AB07  | Prednisona                         | 6,61  |
| S01ED51  | Timolol, en associació             | 6,59  |
| R06AX22  | Ebastina                           | 6,48  |
| G03AA07  | Levonorgestrel associat a estrogen | 6,35  |
| A02BC05  | Esomeprazole                       | 6,27  |
| N06AX16  | Venlafaxina                        | 6,24  |
| C09CA08  | Olmesartan                         | 6,20  |
| S01GX07  | Azelastina                         | 6,08  |
| N05CF02  | Zolpidem                           | 6,04  |
| N02AJ13  | Tramadol i paracetamol             | 5,88  |
| C02CA04  | Doxazosina                         | 5,83  |